# Katholieke Kerk in Sint-Helena, Ascension en Tristan da Cunha

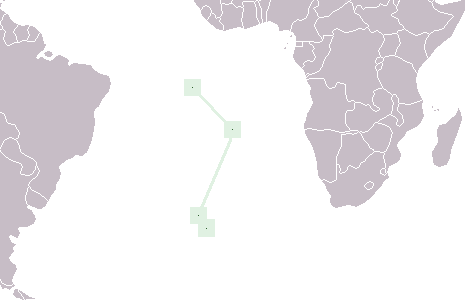
Sint-Helena, Ascension en Tristan da Cunha

De Katholieke Kerk in Sint-Helena, Ascension en Tristan da Cunha is een onderdeel van de wereldwijde Rooms-Katholieke Kerk, onder het geestelijk leiderschap van de paus en de curie in Rome.
In 2004 waren ongeveer 100 (1,82%) van de 5.500 inwoners van Sint-Helena, Ascension en Tristan da Cunha lid van de Katholieke Kerk.
Het Brits eilandterritorium bestaat uit een enkel missiegebied sui iuris dat direct onder de Heilige Stoel valt. De missie sui iuris werd op 18 augustus 1986 opgericht; zij staat onder aanvoering van de superior Hugh Allan.